# Brasserie Mena
La brasserie Mena (brouwerij Mena en néerlandais) est un bâtiment de style Art déco qui fut édifié par l'architecte Édouard Mispelters à Rotselaar dans la province du Brabant flamand en Belgique.

## Localisation
La brasserie est située en plein centre de Rotselaar, à l'intersection de la Provinciebaan (chaussée Provinciale), de la Rodenbachlaan (avenue Rodenbach) et de la Torenstraat (rue de la Tour) qui mène au donjon Ter Heyden.

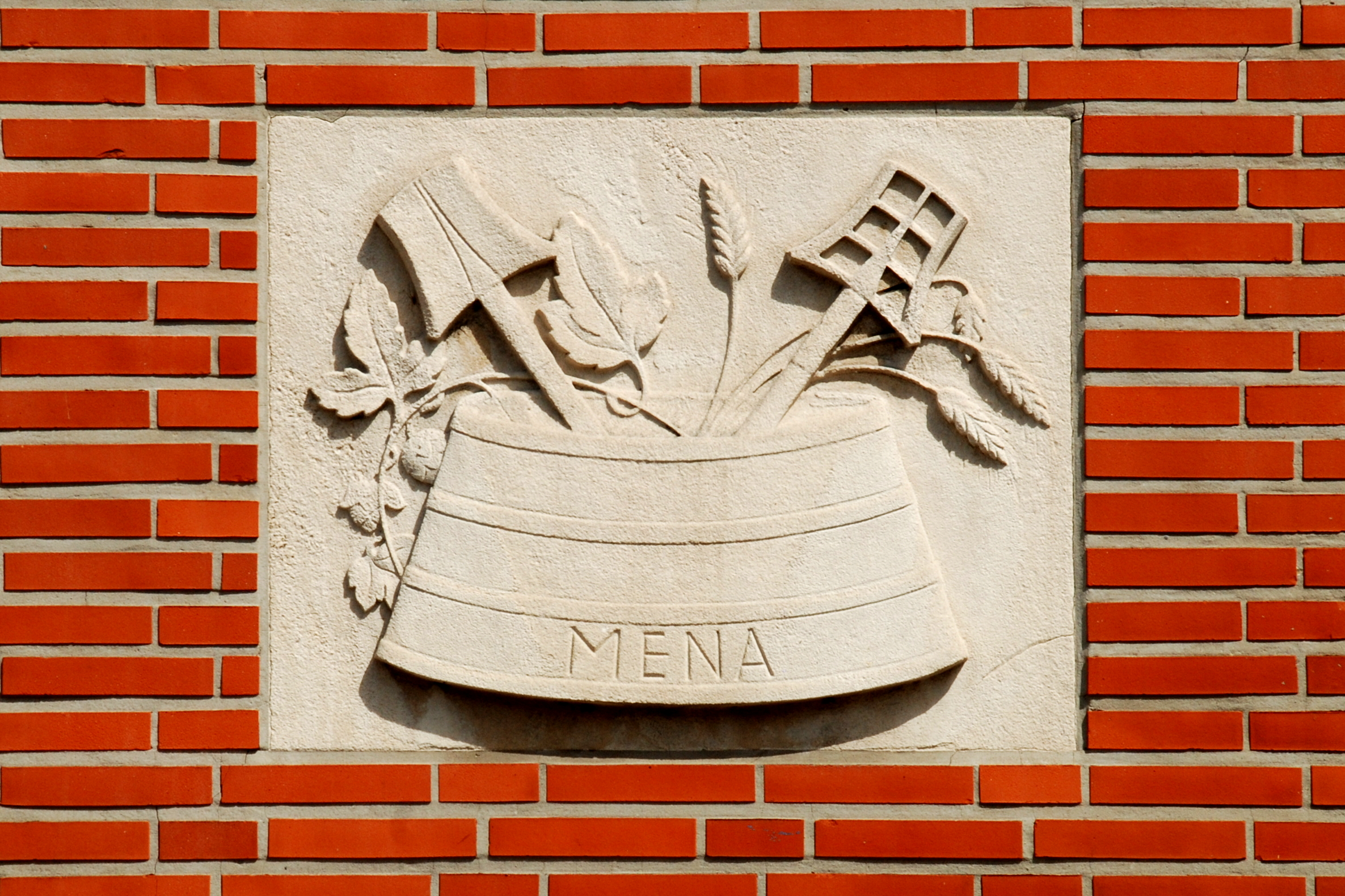

## Historique
La brasserie Mena se dresse à l'emplacement de la ferme où Eduard Meynckens brassa sa première bière en 1897, devenant ainsi le concurrent de la brasserie « De Toren » située au pied du donjon Ter Heyden. Henri Nackaerts, commerçant de Rotselaar, distribuait sa bière. 
En 1922, Meynckens et Nackaerts décidèrent de s'associer sous le nom de « Brasserie Mena », dénomination qui combinait les premières lettres de leurs noms respectifs,. Quelques années plus tard, les deux associés commandèrent à l'architecte Édouard Mispelters de Louvain les plans d'un nouveau bâtiment. La nouvelle brasserie fut construite en 1932 en style Art déco et entra en fonction en 1933.
En 1965, la brasserie Mena passa aux mains de la brasserie Artois, ce qui sonna le glas des activités de brassage à Rotselaar : la production et le personnel furent transférés à Louvain en 1968 et la brasserie ferma définitivement ses portes en 1969.
La brasserie, sa cheminée et ses bureaux font l'objet d'un classement au titre des monuments historiques depuis le 12 juillet 2005, et figurent à l'inventaire du patrimoine immobilier de la Région flamande sous la référence 200037.
En 2008, après 30 d'inoccupation, la brasserie a reçu une nouvelle affectation grâce à la commune de Rotselaar qui a rénové le bâtiment et l'a transformé en centre de loisirs communal.

## Architecture

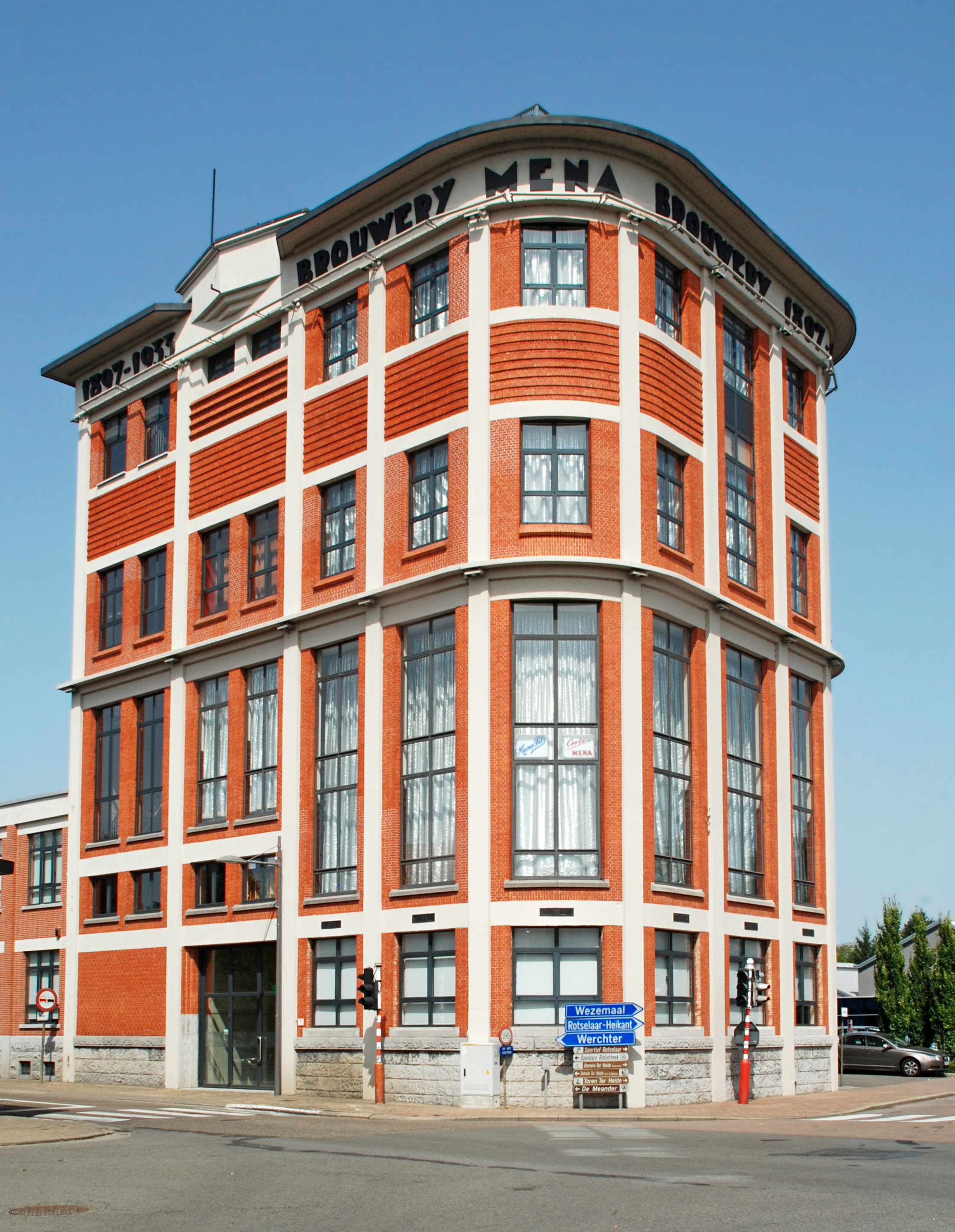
Vue.
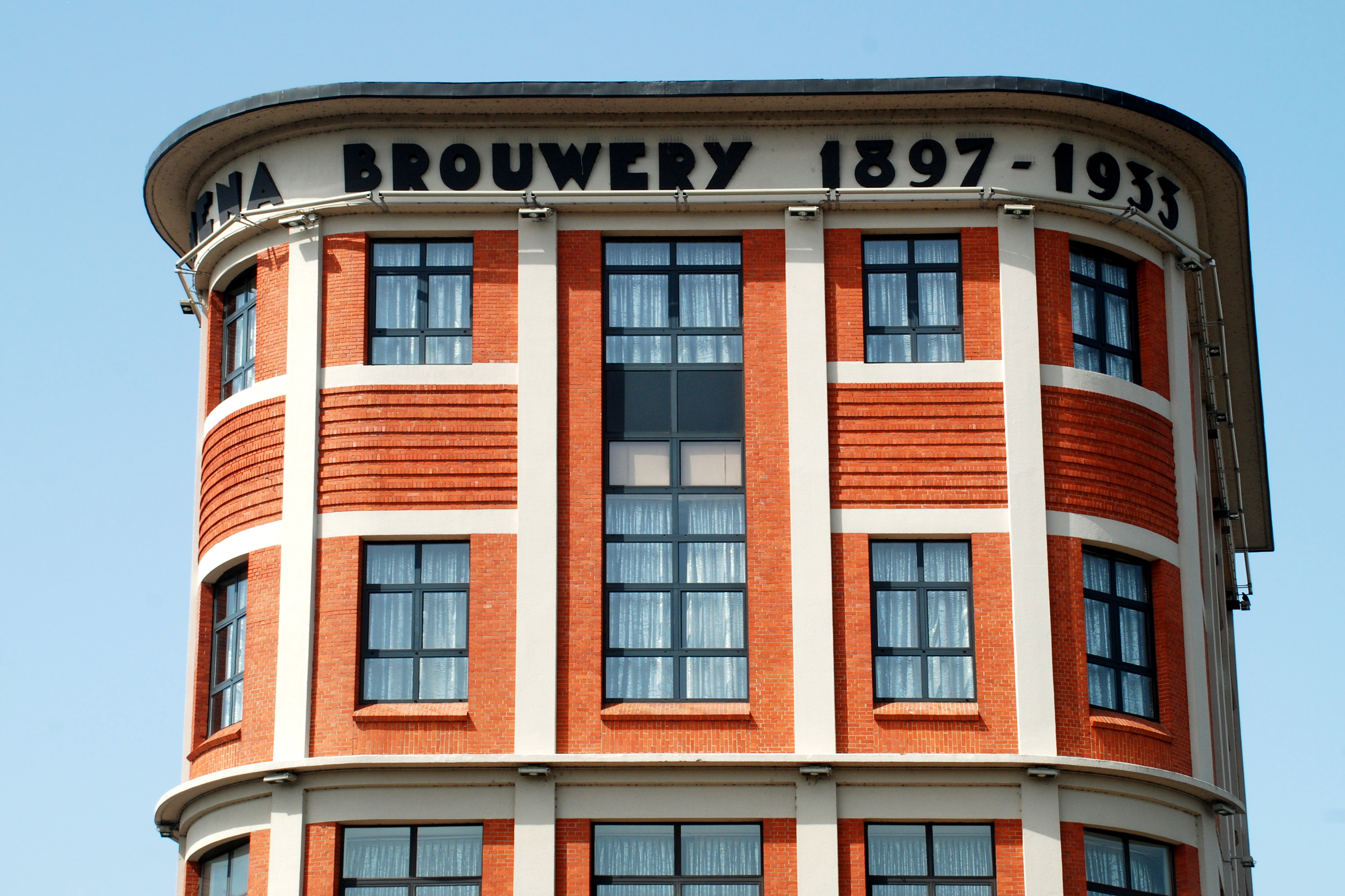
L'inscription « Mena Brouwerij 1897-1933 » au sommet de la façade.